# Zoltán Álgya-Pap

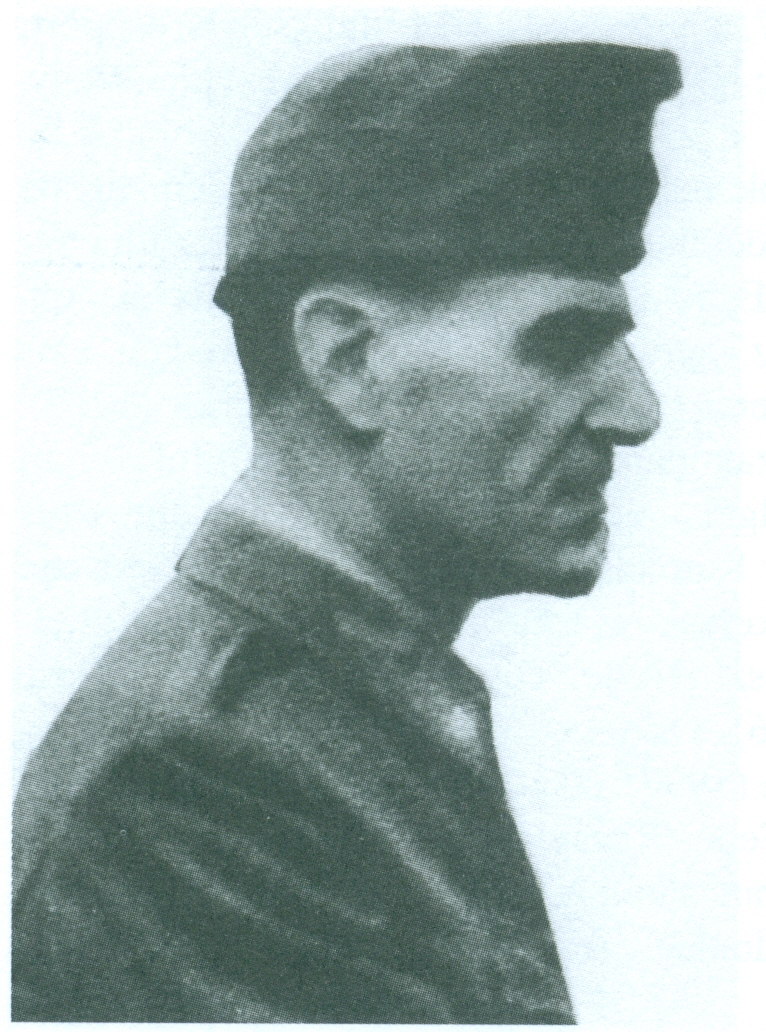
Generalleutnant Zoltán Álgya-Pap

Zoltán Álgya-Pap (* 15. März 1895 in Budapest; † 16. Oktober 1987 in Den Haag) war ein Offizier und zuletzt Generalleutnant der Königlich Ungarischen Armee (Magyar Királyi Honvédség). Nach sowjetischer Kriegsgefangenschaft und mehrjähriger Haftstrafe in einem Gulag arbeitete er von 1958 bis 1972 in Indien als Pfarrer der Free Christian Church und lebte danach als Anhänger der Theosophischen Gesellschaft in den Niederlanden.

## Leben
Zoltán Álgya-Pap nahm am Ersten Weltkrieg teil und ging nach Kriegsende 1918 nach Siebenbürgen. Nach dem Ungarisch-Rumänischen Krieg (April bis August 1919) und der Wiederherstellung des Königreichs Ungarn am 29. Februar 1920 trat er in die sogenannte Nationalarmee von Reichsverweser Miklós Horthy ein. Er fand in der Zwischenkriegszeit zahlreiche Verwendungen als Offizier und Stabsoffizier in der Königlich Ungarischen Armee (Magyar Királyi Honvédség). Nachdem er zwischen 1932 und 1934 Militärattaché an der Botschaft im Königreich Bulgarien war, fand er von 1934 bis zum 22. Mai 1937 Verwendung als Militärattaché an den Botschaften im Vereinigten Königreich sowie in Personalunion in Vereinigten Staaten und wurde in dieser Zeit am 1. November 1935 zum Oberstleutnant (Alezredes) befördert. Nach seiner Rückkehr war er zwischen dem 1. Juni 1937 und dem 15. Januar 1939 Adjutant des Chefs des Generalstabes der Königlich Ungarischen Armee, General Jenő Rátz (1936–1938) und General Henrik Werth (1938–1941), sowie im Anschluss vom 15. Januar 1939 bis zum 1. August 1941 Chef des Stabes des V. Korps. In dieser Funktion erhielt er am 1. Mai 1939 seine Beförderung zum Oberst (Ezredes).
Während des Zweiten Weltkrieges war Oberst Álgya-Pap vom 28. Juni bis zum 1. August 1941 Chef des Stabes der an der Ostfront eingesetzten Karpathen-Gruppe sowie daraufhin zwischen dem 1. und dem 17. Februar 1942 kurzzeitig Kommandeur der 11. Infanteriebrigade. Danach war er vom 17. Februar bis zum 15. Oktober 1942 Kommandeur der 11. Leichten Division und wurde in dieser Zeit am 1. April 1942 zum Generalmajor (Vezérőrnagy) befördert. Anschließend wurde er wieder an die Ostfront versetzt und war vom 15. Oktober 1942 bis zum 1. Juni 1943 Kommandeur der 105. Leichten Division. Während dieser Zeit kam es zum Massaker von Korjukiwka. Auf die Anfrage des Ukrainischen Instituts für Nationale Erinnerung teilte die Bundesagentur für Sicherheit der Russischen Föderation mit dem offiziellen Schreiben zu den unmittelbaren Tätern des Massakers mit: Erschießungen der Zivilisten, Zerstörungen der Ortschaften und andere Kriegsverbrechen auf dem Territorium der Oblast Tschernihiw wurden von Oktober 1942 bis September 1943 von Armeeangehörigen der 105. Leichten Division der ungarischen Östlichen Heeresgruppe nach Direktiven des Befehlshabers Generalmajor Zoltán Álgya-Pap verübt. Insgesamt nahmen die ungarischen Truppen an der Vernichtung von bis zu 60.000 Zivilisten im Tschernihiwer Gebiet teil.
Generalmajor Álgya-Pap war vom 1. Juni bis zum 1. Oktober 1943 Kommandeur der 5. Leichten Division an der Ostfront und wurde daraufhin zwischen dem 1. Oktober 1943 und dem 16. Januar 1944 zum I. Korps abgeordnet. Im Anschluss fungierte er zwischen April und August 1944 erst Kommandeur für öffentliche Sicherheit in Murakőz sowie daraufhin von August bis September 1944 Kommandeur für öffentliche Sicherheit in Transkarpatien. Nachdem er erneut an die Ostfront versetzt worden war, wurde er im September 1944 Kommandierender General des V. Korps. Während dieser Zeit erfolgte am 30. Oktober 1944 seine Beförderung zum Generalleutnant (Altábornagy), wobei die Beförderung rückwirkend zum 1. Juli 1944 erfolgte. Er wurde am 13. November 1944 so schwer verwundet, dass er von seinem Posten als Kommandierender General abberufen wurde.
Im April 1945 geriet Zoltán Álgya-Pap in sowjetische Kriegsgefangenschaft, aus der er am 2. Oktober 1947 entlassen wurde. In der Sowjetunion wurde er am 2. Oktober 1947 zu einer Freiheitsstrafe von 25 Jahren in einem Gulag verurteilt. Er kehrte am 8. Oktober 1955 nach Ungarn zurück, wurde aber sofort im Bezirksgefängnis Jászberény inhaftiert und aus dieser Haft am 8. Oktober 1956 entlassen. Nach seiner Freilassung ging er im November 1956 nach Österreich und dann 1957 in die Niederlande. Er arbeitete von 1958 bis 1972 in Indien als Pfarrer der Free Christian Church, kehrte danach in die Niederlande zurück, wo er ab 1972 im Wohltätigkeitshaus des Internationalen Theosophischen Zentrums in Huizen lebte.

## Hintergrundliteratur
- Charles D. Pettibone: The Organization and Order Of Battle of Militaries in World War II. Volume VII: German’'s and Imperial Japan’s Allies & Puppet States, 2012, ISBN 978-1-4669-0351-7 (Onlineversion (Auszug))